# Joseph Asajirô Satowaki
Joseph Asajirô Satowaki (1. februar 1904 i Shittsu i Japan -8. august 1996 i Nagasaki) var en af Den katolske kirkes kardinaler, og ærkebiskop af Nagasaki. Han blev kreeret til kardinal i 1973 af pave Pave Paul 6.. 